# Abdelmadjid Sidi Saïd
Abdelmadjid Sidi Said (àrab: عبد المجيد سيدي السعيد, ʿAbd al-Majīd Sīdī as-Saʿīd) (Michelet, wilaya de Tizi-Ouzou, 1949) fou el líder del sindicat algerià UGTA entre el 1997 i el 2019.
El 12 de maig de 2022, va ser detingut per les autoritats algerianes, sota acusació de corrupció.